# Lycopodium sintenisii
Lycopodium sintenisii là một loài thực vật có mạch trong Họ Thạch tùng. Loài này được (Herter) Maxon ex C. Chr. mô tả khoa học đầu tiên năm 1937.